# Mulsum (Wurster Nordseeküste)
Mulsum (niederdeutsch Mulsen) ist eine Ortschaft in der Gemeinde Wurster Nordseeküste im niedersächsischen Landkreis Cuxhaven.

## Geografie

### Lage
Mulsum befindet sich im Land Wursten zwischen den beiden Städten Cuxhaven und Bremerhaven.

### Ortsgliederung
- Lewing
- Mulsum (Hauptort)
- Wierde

### Nachbarorte
| Padingbüttel |                                             | Dorum                                              |
| Misselwarden | Kompassrose, die auf Nachbargemeinden zeigt | Holßel (Stadt Geestland) Sievern (Stadt Geestland) |
|              |                                             | Wremen                                             |

(Quelle:)

## Geschichte
In frühgeschichtlicher Zeit existierte nahe Mulsum die Feddersen Wierde, ein Wurtendorf in der Seemarsch. Die ursprünglich auf einer Insel gelegene sächsische Siedlung war vom 1. Jahrhundert v. Chr. bis ins 5. Jahrhundert bewohnt. Die Wurten der einzelnen Höfe wuchsen im Laufe der Zeit zu einer vier Hektar großen und vier Meter hohen Dorfwurt zusammen. Diese wurde von 1954 bis 1963 in einer großangelegten archäologische Grabung durch das „Niedersächsische Landesinstitut für Marschen- und Wurtenforschung“ in Wilhelmshaven (das heutige Niedersächsische Institut für historische Küstenforschung) komplett freigelegt.
1524 fand auf dem Mulsumer Kirchhof der St.-Marien-Kirche eine Schlacht von Wurster Kriegsknechten und Truppen des Bremer Erzbischofs statt, die mit einer verheerenden Niederlage der Wurster endete und zur nachfolgenden Plünderung des gesamten Landes Wursten führte.

### Eingemeindungen
Im Zuge der Gebietsreform in Niedersachsen, die am 1. März 1974 stattfand, schlossen sich die Ortschaften Mulsum, Cappel, Midlum, Padingbüttel, Dorum, Misselwarden und Wremen zur Samtgemeinde Land Wursten zusammen.
Zum 1. Januar 2015 bildeten die Samtgemeinde Land Wursten und die Gemeinde Nordholz die neue Gemeinde Wurster Nordseeküste.

### Einwohnerentwicklung
| Jahr | Einwohner | Quelle |
| ---- | --------- | ------ |
| 1910 | 412       | [ 5 ]  |
| 1925 | 416       | [ 6 ]  |
| 1933 | 357       | [ 6 ]  |
| 1939 | 352       | [ 6 ]  |
| 1950 | 625       | [ 7 ]  |
| 1956 | 501       | [ 7 ]  |
| 1973 | 448       | [ 8 ]  |
| 1975 | 0426 ¹    | [ 9 ]  |
| 1980 | 0410 ¹    | [ 10 ] |

| Jahr | Einwohner | Quelle |
| ---- | --------- | ------ |
| 1985 | 410 ¹     | [ 10 ] |
| 1990 | 418 ¹     | [ 10 ] |
| 1995 | 441 ¹     | [ 10 ] |
| 2000 | 459 ¹     | [ 10 ] |
| 2005 | 509 ¹     | [ 10 ] |
| 2010 | 501 ¹     | [ 10 ] |
| 2014 | 543 ¹     | [ 10 ] |
| 2017 | 5430      | [ 1 ]  |
| 0    | 0         | 0      |

¹ jeweils zum 31. Dezember
|  |

## Politik

### Gemeinderat und Bürgermeister
Auf kommunaler Ebene wird Mulsum vom Rat der Gemeinde Wurster Nordseeküste vertreten.

### Ortsvorsteher
Der Ortsvorsteher von Mulsum ist Udo Skeraitis (SPD). Sein Stellvertreter ist Bernd Icken. Die Amtszeit läuft von 2016 bis 2021.

### Wappen
Der Entwurf des Kommunalwappens von Mulsum stammt von dem Heraldiker und Wappenmaler Albert de Badrihaye, der zahlreiche Wappen im Landkreis Cuxhaven erschaffen hat.
| Wappen von Mulsum | Blasonierung: „In Rot eine silberne Kirche mit drei goldenen Glocken in den Schallfenstern (1 : 2), goldenem Tor und goldenem Wetterhahn, begleitet rechts von einer aufrechten silbernen Barte mit goldenem Stiel, links oben von der Jahreszahl 1524.“ |
| Wappen von Mulsum | Wappenbegründung: Das Wappen erinnert an die Schlacht zwischen den Kriegsknechten des Erzbischofs von Bremen und den auf dem Mulsumer Kirchhof verschanzten Wurstern im Jahre 1524.                                                                      |

## Kultur und Sehenswürdigkeiten

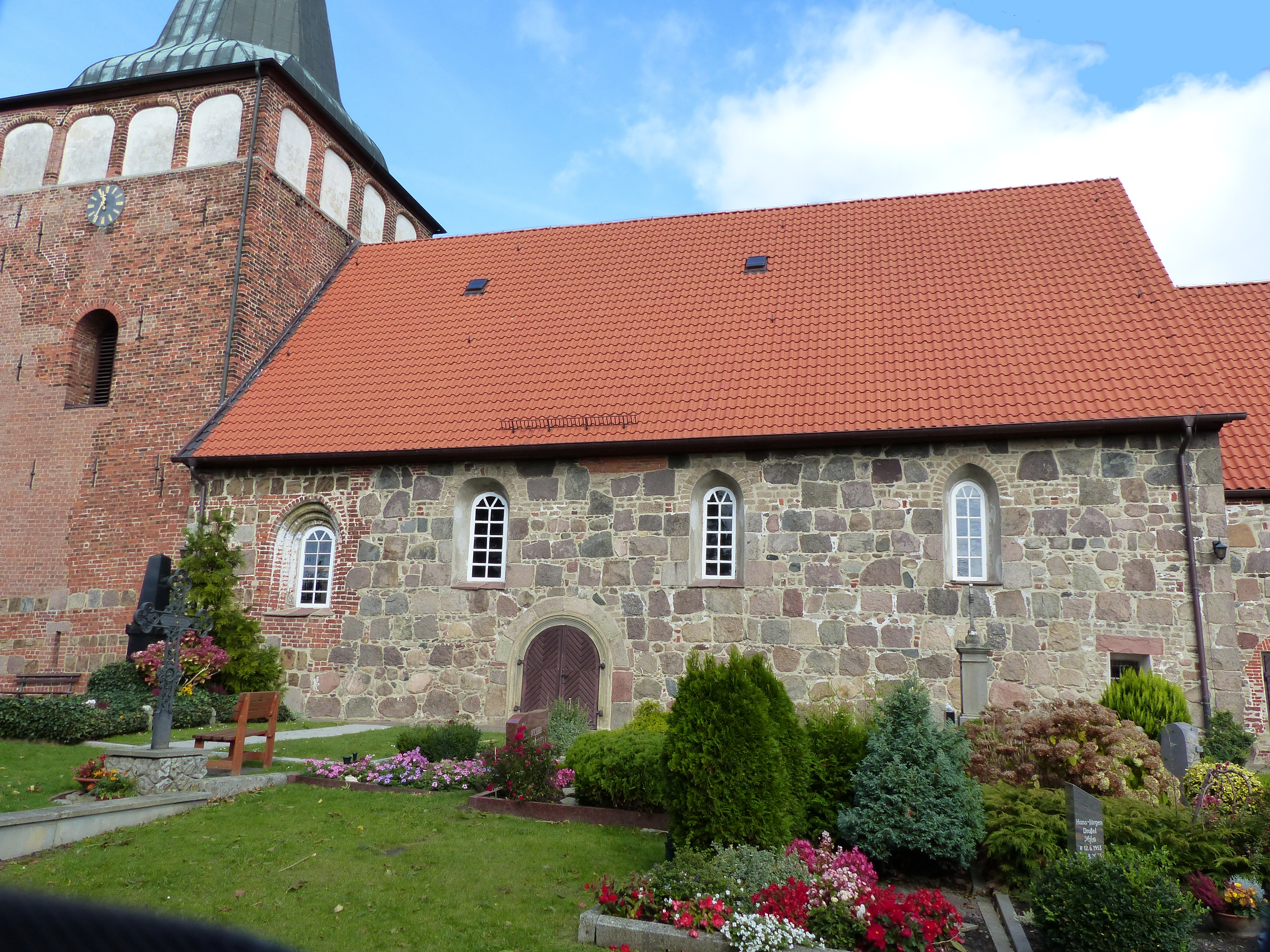
St.-Marien-Kirche, romano-gotisch in Granitquadern und Tuffstein, spätgotisch in Backstein

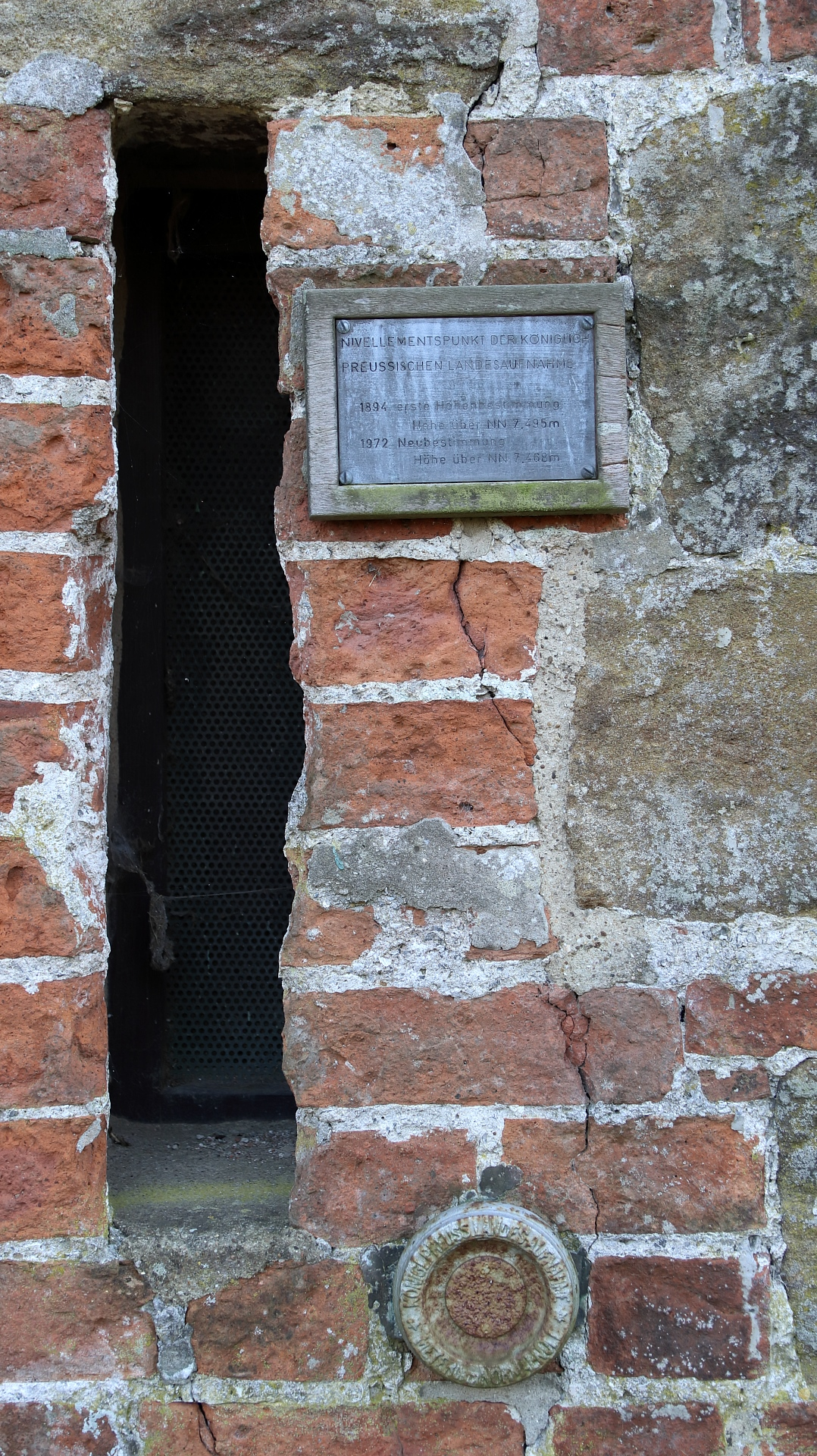
Nivellementspunkt und Informationstafel am Turm der St.-Marien-Kirche

### Bauwerke
- St.-Marien-Kirche: Schiff und Chor der Kirche in Mulsum wurden kurz nach 1250 errichtet, die Wände aus Granitquadern, die frühgotischen Spitzbögen aus Tuffstein. Die Kirche wurde Maria, der Mutter Jesu, geweiht. Um 1500 wurde das Schiff in Backstein nach Westen verlängert, auf der Südseite mit einem großen Rundbogenfenster mit gotisch gestufter Laibung, und gleichzeitig der Westturm aus Backstein errichtet. Besonders zu erwähnen ist der gotische Marien-Flügel-Altar von etwa 1430 sowie die Madonna auf der Mondsichel aus der Zeit um 1500. Der Friedhof, der die Kirche umgibt, war einst Schlachtfeld; im Jahre 1524 unterlagen hier die Wurster dem Eroberungsheer des Bremer Erzbischofs Christoph von Braunschweig-Wolfenbüttel.
An der Nordseite des Kirchturms ist ein Nivellementspunkt der Königlich Preußischen Landesaufnahme angebracht worden. Eine darüber installierte Informationstafel nennt als Wert der ersten Höhenbestimmung von 1894 eine Höhe von 7,495 m über NN. Die Neubestimmung von 1972 kam auf eine Höhe von 7,468 m über NN.

## Wirtschaft und Infrastruktur

### Verkehr
Durch Mulsum führt die L129, die nächsten Orte sind Dorum in nördlicher und Wremen in südlicher Richtung.

Durch die Ortschaft führt die Bahnstrecke Bremerhaven–Cuxhaven, der Haltepunkt wird seit 1991 nicht mehr bedient.

Ein Anruf-Linientaxi-System (AST) wurde 2003 eingerichtet.

### Vereine
- Jagdgenossenschaft Mulsum
- Schützenverein Mulsum
- Singgemeinschaft Muslum
- TSV Mulsum

## Persönlichkeiten
Söhne und Töchter des Ortes
- Siegfried Breuer (1947–2018), Politiker (SPD)

## Sagen und Legenden
- Der Fluch der bösen Tat[13]
- Die Hellseherin von Barlingshausen
- Ein unheimliches Haus
- Einer Mutter Liebe[14][15]
- Wollf von der Wollfsburg[16]